# Shahrestān di Mashhad
Lo shahrestān di Mashhad (farsi شهرستان مشهد) è uno dei 28 shahrestān del Razavi Khorasan, il capoluogo è Mashhad. Lo shahrestān è suddiviso in 3 circoscrizioni (bakhsh): 
- Centrale (بخش مرکزی)
- Ahmadabad (بخش احمدآباد), con la città di Malakabad.
- Razaviyeh (بخش رضویه), con la città di Razaviyeh.